# Coniochaeta lignaria
Coniochaeta lignaria är en vednedbrytande sporsäckssvamp. Den är intressant eftersom den är en av få askomyceter med väl definierade aktiviteter för ligninperoxidas och magnanperoxidas.